# Jares
Jares (llamada oficialmente Santa María de Xares) es una parroquia y un lugar del municipio español de La Vega, en la provincia de Orense, Galicia.

## Toponimia
La parroquia también es conocida por el nombre de Santa María de Jares.

## Historia
Fue parroquia de presentación del marquesado de Figueiredo, siendo la propia vivienda conocida como Casa de Lamela.
Al comienzo de la guerra civil española se convirtió en el último pueblo en resistir el avance de los fascistas al recibir en él a los que huían de La Vega de un ataque de falangistas y guardias civiles, aquí reunidos preparados en contra de la invitación en esta población amiga, pero viendo que aún estaban en condiciones inferiores, decidieron tirarse al monte, pero la represión se produjo cuando llegaron aquí los falangistas y civiles conservadores, destrozando las casas de los que habían votado por candidaturas progresistas.

## Organización territorial
La parroquia está formada por una entidad de población:
- Xares

## Demografía
Gráfica demográfica del lugar y parroquia de Jares según el INE español:
| Gráfica de evolución demográfica de Jares entre 2000 y 2023 |
|                                                             |
| Datos según el nomenclátor publicado por el INE.            |

## Patrimonio
La iglesia parroquial tiene su origen a principios del siglo XI, en el año 1010, y fue reformada en el siglo XVI. Tiene planta de cruz patriarcal, propia del románico, y fachada neoclásica. En la cúpula hay cuatro esculturas, que representan a dos maestros y dos peones, con inscripciones en una de ellas. Hay una cruz de 1624, donada por Alonso Ponce de León, familiar del Santo Oficio. En el templo se conservan las actas del registro de 1583.
La parroquia aún conserva numerosos molinos, algunos de origen medieval, aprovechando numerosos cursos fluviales.

## Turismo
Además de varias casas de turismo rural, en Jares hay un hotel de 3 estrellas.
Dos de los atractivos son la pesca, principalmente en el río Jares, y la caza.